# National Grid plc
National Grid plc er en britisk energikoncern, der driver elproduktion, elforsyning og gasforsyning. De primære aktiviteter foregår i Storbritannien, men de har også aktiviteter i de amerikanske stater New York, Massachusetts og Rhode Island.
National Grid plc er børsnoteret på London Stock Exchange og på New York Stock Exchange.